# Claude Chartre
Claude Chartre (Grande-Rivière, 21 dicembre 1949) è un ex hockeista su ghiaccio canadese.
Nel corso della carriera militò nella World Hockey Association.

## Carriera
Chartre giocò a livello giovanile per un anno nella Quebec Junior Hockey League con i Drummondville Rangers. Al termine della stagione 1968-1969 fu scelto durante l'NHL Amateur Draft in ottantunesima posizione assoluta dai Philadelphia Flyers.
Per una parte della stagione 1969-70 Chartre giocò nel farm team dei Flyers in American Hockey League, i Quebec Aces, tuttavia fino al 1972 egli giocò soprattutto nella Eastern Hockey League con la maglia dei Jersey Devils. Nella stagione 1972-73 si trasferì sempre in EHL ai Long Island Ducks, riuscendo inoltre ad esordire con i Jersey Knights nella World Hockey Association, lega professionistica concorrente della National Hockey League.
Un anno più tardi conquistò la North American Hockey League con i Syracuse Blazers e fu eletto nel First All-Star Team. Chartre concluse la propria carriera nel 1978 dopo aver giocato nella Southern Hockey League con gli Hampton Gulls, formazione di cui stabilì i record per presenze e punti raccolti.

## Palmarès

### Club
- North American Hockey League: 1

Syracuse: 1973-1974

### Individuale
- NAHL First All-Star Team: 1

1973-1974
- SHL First All-Star Team: 1

1974-1975